# Luis Rodríguez Moya
Luis Rodríguez Moya, más conocido como Luis Moya (La Coruña, 23 de septiembre de 1960), es un excopiloto de rally español, considerado como uno de los más laureados de la historia del Campeonato Mundial de Rally. Ha competido casi toda su carrera con el también español Carlos Sainz, con el que obtuvo dos títulos en 1990 y 1992.

## Trayectoria deportiva
Inició su actividad deportiva en 1983 debutando en el Rally Rías Baixas siendo copiloto de José Mariñas en un Renault 5 Copa. Más tarde forma equipo con José Mora, con el que ganaría el Campeonato Gallego de Rally en 1985 y 1986. En este último consiguieron también el segundo puesto en la Copa de España de la especialidad. En 1987 acompañó a Guillermo Barreras dentro del equipo oficial de Renault.

### Copiloto de Sainz
En 1988 debutó junto a Carlos Sainz, piloto al que acompañó durante quince años (de 1988 a 2002), en el Rally de Portugal, en un Ford Sierra RS Cosworth. Junto a Carlos ha ganado dos títulos mundiales (1990 y 1992), cuatro subcampeonatos y cinco terceros puestos. Su última prueba en el mundial fue el Rally de Gran Bretaña de 2002. Durante su trayectoria ha participado en 161 pruebas, obteniendo 24 victorias.
Junto a Sainz vivió también uno de sus peores momentos deportivos, su grito desesperado "¡Trata de arrancarlo Carlos! ¡Trata de arrancarlo!...¡¡Trata de arrancarlo, por Dios!!" tras la avería, a 500 metros de la meta, del Toyota Corolla que pilotaba Sainz durante el Rally de Gran Bretaña de 1998, impidiéndoles en el último momento proclamarse campeones mundiales por tercera vez en su carrera deportiva.
Después de su retirada, siguió vinculado al Mundial de Rallys, como mánager general del equipo Subaru, con el que conseguiría un mundial de pilotos con el noruego Petter Solberg en 2003.
El 5 de enero de 2018 fue operado de urgencia en el Hospital de La Coruña de un aneurisma. Desde entonces está totalmente retirado del mundo de la competición en sus diferentes facetas (copiloto, piloto, mánager general,  en la organización de pruebas, etcétera)

### Otras actividades

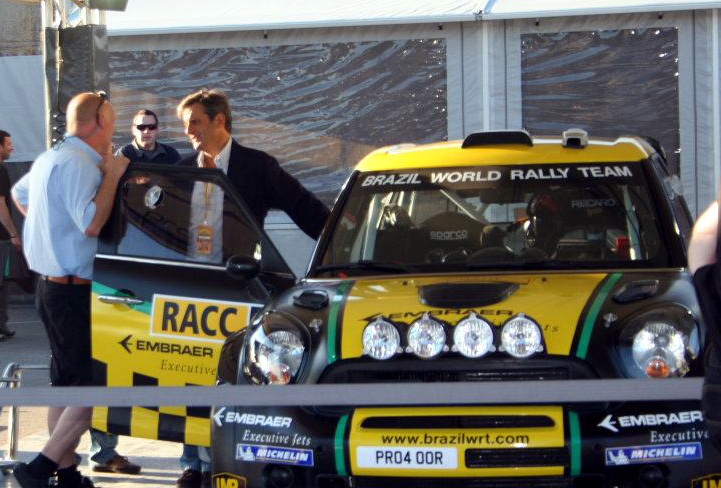
Moya en el Rally Cataluña de 2011

Hizo un pequeño periplo como nadador por una prueba que no pudo realizar su padre. Luis Moya cruzó a nado el Estrecho de Gibraltar, para así recaudar fondos de cara a un comedor social de la ciudad de La Coruña, en homenaje a su padre.
En el 2007 retoma las labores de copilotaje de modo ocasional. Una de ellas es con Manuel Quijano, cantante del grupo Café Quijano, probando fortuna en raids (Baja-España) a bordo de un Toyota Pick-Up. En otra ocasión se sube al lado de Carlos Sainz, recordando tiempos pasados, con la disputa del XVII Rally Shalymar, en Madrid. A bordo de un Skoda Fabia WRC consiguen una cómoda victoria en los tramos de la Sierra de Guadarrama, sacando gran ventaja al resto de competidores.
En 2010 es nombrado director deportivo del equipo Nupel Global Racing, equipo privado formado en un primer momento por Sergio Vallejo, al que luego se sumarían Xavi Pons, Adrián Díaz y Marta Suria. El mal entendimiento de Luis con Sergio Vallejo, provocó que este abandonara el equipo días antes de la celebración del Rally Rias Baixas, dando por perdida la temporada no pudiendo revalidar el título del Campeonato de España de Rallyes que había conseguido el año anterior.
El equipo continuó la competición, donde el objetivo principal fue el campeonato Super 2000 del Campeonato del Mundo de Rallyes. Tiempo después, Xevi Pons se acabaría proclamando campeón del mundo de Super2000 en el año 2010. Con este título, Luis Moya acabó la temporada muy satisfecho debido a que era la primera vez que el equipo Nupel Global Racing participaba en el campeonato del mundo de Super2000.
Moya participa a menudo colaborando dentro de la organización en diversas pruebas de Galicia, como el Rally de Galicia Histórico, prueba puntuable para el campeonato de España de históricos, donde fue elegido presidente de honor en 2012.
El 5 de enero de 2018 fue operado de urgencia en el Hospital de La Coruña de un aneurisma. En una revisión en el mes de junio se le detectaron otros tres y en septiembre se trasladó al Hospital Clínico de Barcelona para operarse de nuevo. La operación duró cuatro horas y fue llevada a cabo por los doctores Ángel Martínez Muñiz y Juan Macho. Desde entonces está totalmente retirado del mundo de la competición en sus diferentes facetas (copiloto, piloto, mánager general, en la organización de pruebas, etcétera).

## Palmarés

### Participaciones en el Mundial de Rally
| Año  | Equipo      | Vehículo                  | 1       | 2       | 3       | 4       | 5       | 6       | 7       | 8       | 9       | 10      | 11      | 12      | 13      | 14      | Posición | Puntos |
| ---- | ----------- | ------------------------- | ------- | ------- | ------- | ------- | ------- | ------- | ------- | ------- | ------- | ------- | ------- | ------- | ------- | ------- | -------- | ------ |
| 1988 | Ford España | Ford Sierra RS Cosworth   | MON     | SWE     | POR Ret | SAF     |         |         |         |         |         |         |         |         |         |         | 11.º     | 26     |
| 1988 | Ford        | Ford Sierra RS Cosworth   |         |         |         |         | COR 5   | GRE     | USA     | NZL     | ARG     | FIN 6   | CDM     | SRM 5   | GBR 7   |         | 11.º     | 26     |
| 1989 | Toyota      | Toyota Celica GT-4        | SWE     | MON Ret | POR Ret | SAF     | COR Ret | GRE Ret | NZL     | ARG     | FIN 3   | AUS     | SRM 3   | CDM     | GBR 2   |         | 8.º      | 39     |
| 1990 | Toyota      | Toyota Celica GT-4        | MON 2   | POR Ret | SFR 4   | COR 2   | GRC 1   | NZL 1   | ARG 2   | FIN 1   | AUS 2   | SRM 3   | GBR 1   |         |         |         | 1º       | 162    |
| 1991 | Toyota      | Toyota Celica GT-4        | MON 1   | POR 1   | SFR Ret | COR 1   | GRC 2   | NZL 1   | ARG 1   | FIN 4   | AUS Ret | SRM 6   | ESP Ret | GBR 3   |         |         | 2º       | 143    |
| 1992 | Toyota      | Toyota Celica Turbo 4WD   | MON 2   | POR 3   | SFR 1   | COR 4   | GRC Ret | NZL 1   | ARG 2   | AUS 3   | ESP 1   | GBR 1   |         |         |         |         | 1º       | 144    |
| 1993 | Jolly Club  | Lancia Delta HF Integrale | MON 14  | POR Ret | COR 4   | GRC 2   | ARG Ret | NZL 4   | AUS Ret | SRM DSQ | ESP Ret |         |         |         |         |         | 8.º      | 35     |
| 1994 | Subaru      | Subaru Impreza 555        | MON 3   | POR 4   | COR 2   | GRC 1   | ARG 2   | NZL Ret | FIN 3   | SRM 2   | GBR Ret |         |         |         |         |         | 2º       | 99     |
| 1995 | Subaru      | Subaru Impreza 555        | MON 3   | SWE 2   | POR 4   | COR 2   | AUS 1   | ESP Ret | GBR Ret |         |         |         |         |         |         |         | 2º       | 85     |
| 1996 | Ford        | Ford Escort RS Cosworth   | SWE 2   | KEN Ret | IND 1   | GRE 3   | ARG 2   | FIN Ret | AUS 3   | SRM 2   | ESP Ret |         |         |         |         |         | 3º       | 89     |
| 1997 | Ford        | Ford Escort WRC           | MON 2   | SWE 2   | SFR Ret | POR Ret | ESP 10  | COR 2   | ARG Ret | GRC 1   | NZL 2   | FIN Ret | IND 1   | SRM 4   | AUS Ret | GBR 3   | 3º       | 51     |
| 1998 | Toyota      | Toyota Corolla WRC        | MON 1   | SWE 2   | SFR Ret | POR 2   | ESP 7   | COR 8   | ARG 2   | GRC 4   | NZL 1   | FIN 2   | SRM 4   | AUS 2   | GBR Ret |         | 2º       | 56     |
| 1999 | Toyota      | Toyota Corolla WRC        | MON Ret | SWE 2   | SFR 3   | POR 2   | ESP Ret | COR 3   | ARG 5   | GRC 2   | NZL 6   | FIN 3   | CHI 3   | SRM Ret | AUS 2   | GBR Ret | 5.º      | 44     |
| 2000 | Ford        | Ford Focus WRC            | MON 2   | SWE Ret | SFR 4   | POR 3   | ESP 3   | ARG Ret | GRC 2   | NZL 3   | FIN 14  | CHI 1   | COR 3   | SRM 5   | AUS DSQ | GBR 4   | 3º       | 46     |
| 2001 | Ford        | Ford Focus WRC            | MON 2   | SWE 3   | POR 2   | ESP 5   | ARG 3   | CHI 3   | GRC Ret | SFR Ret | FIN 6   | NZL 4   | SRM 4   | COR Ret | AUS 8   | GBR Ret | 6.º      | 33     |
| 2002 | Ford        | Ford Focus WRC            | MON 3   | SWE 3   | COR 6   | ESP     | CHI 11  | ARG 1   | GRC 3   | SFR Ret | FIN 4   | GER 8   | SRM Ret | NZL 4   | AUS 4   | GBR 3   | 3º       | 36     |

- Referencias[8]

### Campeonato de España de Rally
| Año  | Equipo       | Vehículo                | 1       | 2       | 3     | 4     | 5       | 6   | 7     | 8       | 9     | 10      | 11      | 12  | Posición | Puntos |
| ---- | ------------ | ----------------------- | ------- | ------- | ----- | ----- | ------- | --- | ----- | ------- | ----- | ------- | ------- | --- | -------- | ------ |
| 1985 | ?            | Renault 5 GT Turbo      | CBR     | COB     | GIR   | SMO   | VCN     | LLA | ECO   | CST     | PDA   | SFR 5   | CAT     | VAL | ?        | ?      |
| 1986 | ?            | Renault 5 GT Turbo      | CBR     | COB     | PAL   | SMO   | LLA     | CAN | ECO   | PDA     | SFR   | CAT     | VAL Ret |     | ?        | ?      |
| 1987 | FASA Renault | Renault 11 Turbo        | CBR Ret | ARO Ret | SMO   | CAJ   | LLA 4   | ECO | CAN   | PDA Ret | SFR 2 | CAT     | VAL Ret |     | ?        | ?      |
| 1988 | Ford         | Ford Sierra RS Cosworth | CAT 2   | SIM 1   | PLA 1 | CAJ 1 | LLA Ret | CAN | PRA 2 | SFR     | ECI 1 | VAL Ret |         |     | 1º       | 1396   |
| 1989 | Toyota       | Toyota Celica           | CAT     | SMO     | SAN   | CAJ   | LLA     | OUR | OSO   | PDA     | ISC   | ECO 1   | VAL 1   |     | ?        | ?      |

## Premios, reconocimientos y distinciones
- Medalla de Oro de la Real Orden del Mérito Deportivo, otorgada por el Consejo Superior de Deportes (1994)[10]